# Otto Merkt

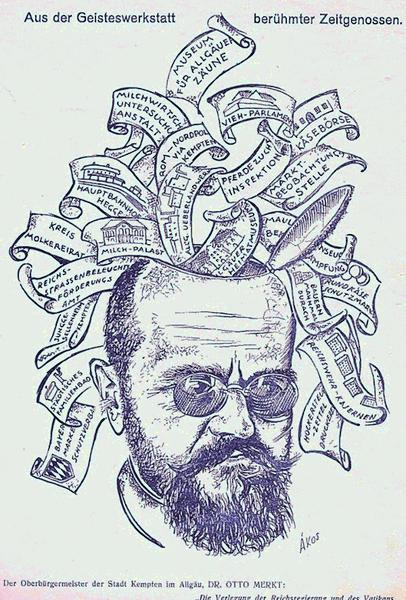
Otto Merkt, gezeichnet von dem Kemptener Architekten und Maler Andor Ákos

Otto Merkt (* 26. Juli 1877 in Kempten (Allgäu); † 23. März 1951 ebenda) war ein deutscher Kommunalpolitiker und Heimatforscher. Er war 23 Jahre lang, von 1919 bis 1942, Bürgermeister von Kempten und 25 Jahre lang Präsident des Kreistags Schwaben und Neuburg bzw. des Bezirksverbands Schwaben. Auf ihn geht die Einrichtung des Amtes des Heimatpflegers zurück.

## Leben
Merkt wurde am 26. Juli 1877 in der Kemptener Salzstraße geboren. Seine Eltern waren der Bezirkstierarzt Ferdinand Merkt und dessen Frau Emma. Ferdinand Merkt war überzeugtes Mitglied der Altkatholischen Kirche und ein Anhänger des im Allgäu traditionell starken Nationalliberalismus. Zu dieser Herkunft hat sich Merkt immer wieder bekannt, sie hat ihn stark geprägt.

### Ausbildung, erste kommunalpolitische Tätigkeiten und weitere Interessen

Titelblatt der Promotionsarbeit von Otto Merkt (Nachdruck von 1904)

Merkt besuchte das Humanistische Gymnasium in Kempten (heute: Carl-von-Linde-Gymnasium Kempten), ging nach dem Abitur als Einjährig-Freiwilliger zum Militär und nahm dann 1897 an der Universität München ein Studium der Rechtswissenschaft auf. Nach zwei Semestern an der Berliner Universität und der Universität Erlangen legte er 1900 seine erste Prüfung für den höheren Justiz- und Verwaltungsdienst ab und promovierte 1903 in Erlangen über die kommunale Selbstverwaltung. 1904 folgte der so genannte Staatskonkurs, das zweite juristische Staatsexamen. Mit zwei Semestern Sozial- und Handelswissenschaften in Frankfurt am Main schloss er seine Ausbildung ab.
1906 begann Merkt seine kommunalpolitische Laufbahn in Mallersdorf, wo er Bezirksamtsassessor und Amtsanwalt war. 1909 wurde er von den Fraktionen der Liberalen und des Zentrums als Rechtskundiger Rat in den Magistrat der Stadt München gewählt. In dieser Funktion erstattete er unter anderem dem Deutschen Städtetag 1911 einen Bericht über die Neueinteilung der Reichstagswahlkreise. Im Mai 1914 fand seine Wahl zum Zweiten Bürgermeister von München statt; dabei erhielt er zusätzlich auch die Stimmen der sozialdemokratischen Fraktion. Zwar blieb er bis 1917 in seinem Münchner Bürgermeisteramt, konnte es jedoch kaum ausüben, weil er im Ersten Weltkrieg von August 1914 bis Anfang 1918 als Hauptmann an der Westfront diente. Er wurde dort mehrmals verwundet. Nach einem Lazarettaufenthalt war er noch einige Monate Offizier im Grenzschutz in Scheidegg und bereitete dann seine Rückkehr nach Kempten vor.
Bereits nach seinem Abitur war Merkt 1896 Mitglied der erst drei Jahre zuvor gegründeten Ferialverbindung Algovia geworden, einer Vereinigung von aus Kempten stammenden Akademikern, die den latinisierten Namen des Allgäus als Bezeichnung führt. Während des Studiums schloss er sich zunächst 1896 der Verbindung Apollo München, dann 1898 der Münchener Burschenschaft Arminia an, die ihre historischen Wurzeln ebenfalls im Allgäu hatte. Während über seine Aktivitäten in der Burschenschaft nichts weiter bekannt ist, spielte die Algovia-Mitgliedschaft in Merkts weiterem Lebensweg eine große Rolle. Er wurde nach dem ersten Staatsexamen 1901 Philistersekretär der Verbindung, leitete also die Organisation der nicht mehr aktiv studierenden Mitglieder, und blieb dies bis zu seinem Tod. Die Algovia entwickelte sich unter Merkts Leitung zu einem wichtigen Reservoir für die Besetzung kommunalpolitischer Ämter und Posten in Kempten und blieb dies nicht nur in der Weimarer Republik, sondern auch in der Zeit des Nationalsozialismus und in der Bundesrepublik Deutschland. Zahlreiche Briefe von „Algoven“ an ihren Philistersekretär, der in der Verbindung den Bierspitz Ekkehard führte, sind erhalten; es existiert eine empirische Untersuchung solcher an Merkt gerichteter Briefe aus dem Zweiten Weltkrieg.
Zudem engagierte sich Merkt frühzeitig in der Heimatbewegung. Er gehörte zum Kreis um den Kaufbeurer Pionier dieser Bewegung, Kurat Christian Frank, und begann seit 1903 alle erreichbare Literatur über das Allgäu zu sammeln. In der von ihm herausgegebenen Schriftenreihe Neuere Allgäuer Literatur, die in zahlreichen Folgen von 1911 bis 1949 erschien, bibliografierte und besprach er alle von ihm gefundenen Schriften zum Thema Allgäu. Unter anderem versuchte er in der 1914 erschienenen Folge die Nordgrenze des Allgäus autoritativ festzulegen, im Anschluss an Franz Ludwig von Baumanns Geschichte des Allgäus. Noch heute gilt diese Grenzziehung als Referenzpunkt für die räumliche Konstruktion der Region Allgäu.
Schließlich war Merkt sehr aktiv in der Altkatholischen Kirche, vor allem in den so genannten „Jungmannschaften“, die besonders von dem altkatholischen Pfarrer in Kempten und späteren Bischof Erwin Kreuzer gefördert wurden. Merkt wurde später auch Mitglied der Synode und Synodalrichter dieser Kirche.

### Bürgermeister und Kreistagspräsident: Weimarer Republik

#### Konflikte mit dem Arbeiter- und Soldatenrat

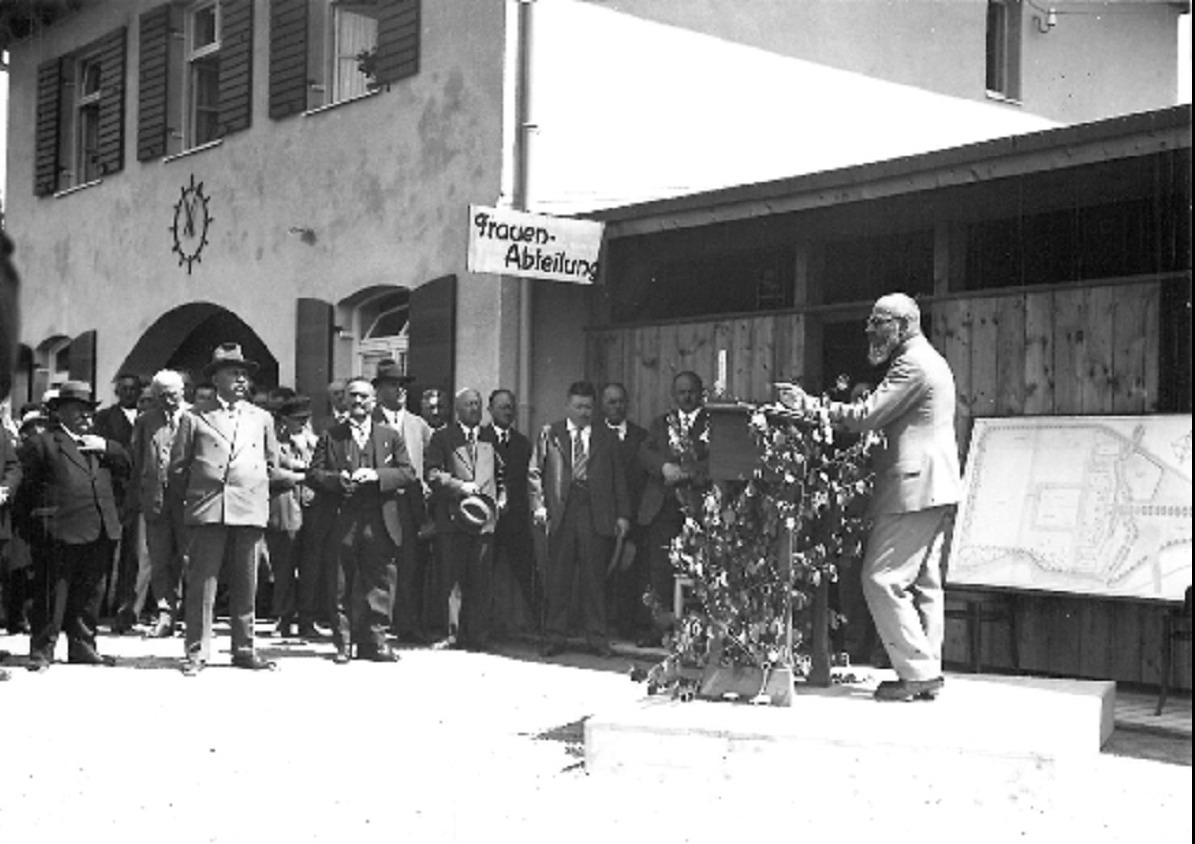
Otto Merkt als Redner bei der Eröffnung des Stadtbads (1932)

Am 2. Dezember 1918 wurde Merkt von dem 36-köpfigen, nationalliberal dominierten, aber auch fünf sozialdemokratische Vertreter aufweisenden Kollegium der Gemeindebevollmächtigten einstimmig zum Ersten Bürgermeister von Kempten gewählt. Am 6. Februar 1919 trat er sein Amt an. Das Gemeindekollegium versuchte mit der Wahl des Verwaltungsfachmanns Merkt ein Machtzentrum gegen den Einfluss des vier Wochen zuvor gebildeten Kemptener Arbeiter- und Soldatenrates zu schaffen. Damit hatte es Erfolg: Bereits in der ersten Sitzung unter Merkts Leitung beschloss der Magistrat, keine Vertreter des Arbeiter- und Soldatenrats mehr zu den Magistratssitzungen einzuladen und damit von der bisher geübten Praxis abzuweichen.
Am 7. April 1919 rief jedoch der Arbeiter- und Soldatenrat unter Führung von Wilhelm Deffner (MSPD) und Adolf Schmidt (USPD, später KPD) die kurzlebige Kemptener Räterepublik nach Münchner Vorbild aus und verlangte von Merkt und der Stadtverwaltung, sich den Anordnungen der Revolutionsregierung zu fügen. Merkt blieb im Amt und empfahl der Verwaltung, den Anweisungen Folge zu leisten, soweit sie mit dem Diensteid vereinbar seien. Drei Tage später wurde Merkt verhaftet, konnte aber umgehend entkommen. Schon am 14. April wurde die Räterepublik wieder aufgehoben; am folgenden Tag verlangte Merkt von der Regierung Hoffmann in Bamberg, zur „Wiederherstellung der Ordnung“ Truppen zu senden. Am 12./13. Mai traf das Freikorps Schwaben in Kempten ein und nahm umgehend sieben Vertreter des Arbeiter- und Soldatenrats fest.

#### Wahl zum Bürgermeister und Kreistagsvorsitzenden
Im Juni 1919 fand die erste Direktwahl des Kemptener Bürgermeisters statt. Hier rief der Vereinigte Bürgerverein, eine neugeschaffene Sammlung der konservativ-liberalen Parteien unter Einschluss der DDP und der BVP, zur Wahl Merkts auf. Die MSPD hatte zu spät von der vorgezogenen Wahl erfahren, um einen eigenen Kandidaten zu stellen; so entschied sie sich dafür, Merkt ebenfalls zu unterstützen. Dieser erhielt eine überwältigende Mehrheit für eine zehnjährige Amtszeit. Da 1924 für Gemeinden über 3000 Einwohner die Direktwahl des Bürgermeisters abgeschafft wurde, war eine Wiederwahl nicht erforderlich. Seit 1928 führte Merkt den Titel eines Oberbürgermeisters, 1929 machte der Kemptener Stadtrat einstimmig von der Möglichkeit Gebrauch, ihn zum Bürgermeister auf Lebenszeit zu bestimmen.
Bei der Wahl zum Kreistag Schwaben und Neuburg 1919 kandidierte Merkt auf der Liste der DDP. Der Kemptener Stadtrat hatte Wert darauf gelegt, dass der Bürgermeister in dem neuen schwäbisch-bayerischen Gremium vertreten war (wie Merkts Vorgänger Adolf Horchler in dem früheren „Landrath“). Merkt, der sein Bürgermeisteramt als überparteilich ansah und deshalb Distanz zu den Parteien hielt, benötigte eine Parteiliste. Daher trat er nicht dem Ortsverband, sondern lediglich dem Kreisverband der DDP als Einzelmitglied bei und konnte es so vermeiden, in Kempten als Parteimitglied zu erscheinen. Obwohl die DDP nur drei von 30 Sitzen in dem Gremium erhielt, wurde Merkt zum Kreistagsvorsitzenden gewählt – wohl wegen seines Rufs als unpolitischer Verwaltungsfachmann, wie Albert Thurner meint. Er behielt diesen Posten bis zum Ende des Zweiten Weltkriegs, wenn auch der Name, die Funktionen und die Zusammensetzung des Gremiums sich in dieser Zeit erheblich änderten.
1927 trat Merkt aus der DDP aus, mit deren linksliberaler Politik ihn nie viel verbunden hatte. Für die Kreistagswahl nahm er das Angebot des Bayerischen Bauern- und Mittelstandsbunds (BBB) an, der ihm zugesichert hatte, er könne parteilos bleiben.

#### Wirtschafts- und Kulturpolitik
Merkt betrieb eine gezielte Stadtentwicklungspolitik. Wie er später selbst schrieb, schien ihm dazu vor allem „Bauernpolitik“ erforderlich; er versuchte Kempten zum Zentrum des agrarisch und vor allem durch die Milchwirtschaft geprägten Allgäus zu machen, zum „Mittelpunkt … auf theoretischem Gebiete, hinsichtlich der Organisation, der Herstellung und des Absatzes“. So verfasste er unmittelbar nach Aufhebung der Zwangsbewirtschaftung nach dem Ersten Weltkrieg 1921 eine Denkschrift zur Errichtung einer Allgäuer Butter- und Käsebörse, gehörte zu deren Gründern und übernahm selbst den ehrenamtlichen Vorsitz. Diese Institution, die seit 1923 im Kemptener Kornhaus residierte, sollte durch statistische Erfassung der Geschäftsvorgänge Markttransparenz schaffen und notierte auf dieser Basis später auch Preiskorridore, wirkte also marktregulierend. Als Stadtoberhaupt übte Merkt auch Einfluss im Milchwirtschaftsverband Allgäu aus und war an der Gründung weiterer milchwirtschaftlicher Institutionen beteiligt, so 1929 des Bayerischen Schutzmarkenverbands für Butter und Käse und der Süddeutschen Markenbutter-Tonnen GmbH. Auch das zweite Standbein der Allgäuer Landwirtschaft, die Viehzucht, versuchte er durch den Bau einer Tierzuchthalle am Bahnhof in Kempten 1928 zu stärken.
Eine weitere wirtschaftspolitische Aktivität war bereits 1919 die Gründung des Allgäuer Überlandwerks zur Stromversorgung, gemeinsam mit dem Mit-„Algoven“ Karl Böhm. Ferner war Merkt stark in der Wohnungsbaupolitik engagiert und übernahm selbst den Vorsitz im Aufsichtsrat der 1919 entstandenen Gemeinnützigen Baugenossenschaft GmbH. In diesem Zusammenhang stand auch sein Einsatz für eine Eingemeindung der angrenzenden, seit 1818 selbstständigen Gemeinden Sankt Mang und St. Lorenz. Er war damit zwar nicht erfolgreich, die Eingliederung geschah erst mit der Gebietsreform in Bayern in den 1970er Jahren, konnte aber immerhin die Fläche der Stadt Kempten in der Zeit der Weimarer Republik ausdehnen.
Merkts Heimatideologie hatte in dieser Zeit auch erhebliche kulturpolitische Konsequenzen für die Stadt und insbesondere den Kreis Schwaben und Neuburg. Seit 1920 führte Merkt den Vorsitz des Historischen Vereins Allgäu, er war maßgeblich am Ausbau und der Neuausrichtung des Kemptener Heimatmuseums beteiligt. 1924 war er treibende Kraft bei der Gründung des Schwäbischen Museumsverbands, eines Zusammenschlusses schwäbischer Heimatmuseen. Vor allem aber gelang es ihm nach zähen Verhandlungen, die Heimatpflege zu institutionalisieren: 1930 bewilligte der Kreis Schwaben und Neuburg erstmals eine nebenamtliche Stelle für einen Kreisheimatpfleger, die mit einem Bekannten Merkts aus der Heimatschutzbewegung, dem Obergünzburger Geistlichen Bartholomäus Eberl besetzt wurde.
Sowohl die wirtschafts- als auch die kulturpolitischen Aktivitäten Merkts spiegelten zugleich seine Sympathien für die Idee eines Landes Großschwaben, das zumindest das gesamte Allgäu einschließlich seines württembergischen Teils, das württembergische Oberschwaben, die zu Oberbayern zählenden Bezirke Landsberg am Lech und Schongau sowie Vorarlberg umfassen sollte. So umfasste das Gebiet der Allgäuer Butter- und Käsebörse auch ganz Oberschwaben, und der Museumsverband nahm auch württembergische Mitglieder auf; ferner war Merkt an der Gründung eines Wirtschaftsverbands Schwaben-Vorarlberg beteiligt. Zu einer territorialen Erweiterung kam es jedoch zunächst nicht.

### Bürgermeister und Kreistagspräsident: Zeit des Nationalsozialismus

#### Anfängliche Kämpfe um Merkt: SA contra NSDAP

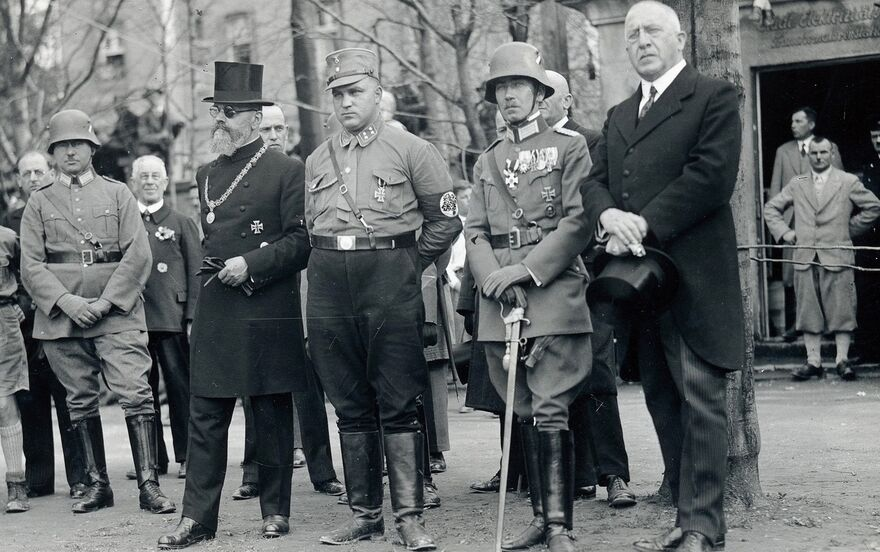
Kempten nach der Machtergreifung 1933: Bürgermeister Otto Merkt mit Zylinderhut und rechts daneben in SA-Uniform der spätere Bürgermeister Anton Brändle auf dem Königsplatz, der 1942 bis 1945 Platz des Führers hieß

Nach der Reichstagswahl März 1933 geriet Merkt in eine heftige Auseinandersetzung zwischen der SA, insbesondere deren Sonderbeauftragten für Schwaben Hermann Ritter von Schöpf, und der Parteiorganisation der NSDAP, speziell dem Gauleiter Karl Wahl, aus der Merkt und Wahl nach einigen Wochen siegreich hervorgingen. Die Auseinandersetzung begann unmittelbar nach der Machtübernahme der NSDAP im Land Bayern am 9. März 1933. Sie stand im Zusammenhang mit dem bayernweiten Konflikt zwischen Ernst Röhm, der NSDAP-Parteiorganisation und den ebenfalls von der NSDAP besetzten staatlichen Stellen um die Kompetenzen der SA-Sonderbeauftragten.
Am 9. März hissten SA-Einheiten in Kempten, wie in München und vielen anderen Städten, die Hakenkreuzfahne am Kemptener Rathaus. Merkt hielt dies für eine Rechtsverletzung, da eine Parteiflagge an einem Staatsgebäude angebracht wurde. Er wollte zunächst die Polizei und dann die Reichswehr einschalten, mit deren Kemptener Kommandeur Eduard Dietl er gute Beziehungen pflegte. Beide lehnten ein Einschreiten jedoch ab. Am folgenden Tag nahm die Polizei auf Anweisung des kommissarischen Innenministers Adolf Wagner in ganz Bayern sämtliche Anführer des Reichsbanners Schwarz-Rot-Gold in „Schutzhaft“, darunter auch den Kemptener SPD-Stadtrat Albert Wehr. Der Bezirksamtsvorstand Paul Jäger ließ Wehr jedoch wieder frei, da bei einer Hausdurchsuchung nichts Verdächtiges gefunden worden sei und Wehr ein „durchaus anständiger Mann“ sei. Dass Merkt dies zugelassen hatte, trug ihm zunächst eine Rüge aus dem Innenministerium ein, auf die er mit einem Beschwerdebrief an den neuen bayerischen Reichsstatthalter Franz Ritter von Epp reagierte; darin berief er sich auf den ehemaligen Lindauer Oberbürgermeister Ludwig Siebert, Mitglied der NSDAP seit 1931 und mittlerweile Staatskommissar für das bayerische Finanzministerium, und auf Oskar Esser, den „Führer“ der NSDAP-Fraktion im Kemptener Stadtrat, als Zeugen seiner nationalen Gesinnung. Am 11. März stellten jedoch SA-Männer den Bürgermeister in seiner Wohnung unter Hausarrest. Merkt wurde auf Anordnung Wagners beurlaubt. Nun schaltete sich ein alter Bekannter Merkts ein, nämlich Hermann Esser, der Sohn Oskar Essers, NSDAP-Mitglied seit 1919 und Gründungsmitglied der NSDAP-Ortsgruppe Kempten, der mittlerweile bayerischer Landtagspräsident geworden war. Auf dessen Intervention wurde Merkt nach wenigen Stunden wieder in sein Amt eingesetzt.
Mit Unterstützung mächtiger Freunde aus der NSDAP schien sich Merkt zunächst gegen die Übergriffe Schöpfs und der SA durchgesetzt zu haben. Oskar Esser verurteilte öffentlich das Vorgehen der SA und entschuldigte sich bei Merkt im Namen der NSDAP. In der lokalen Parteiorganisation und in der SA rumorte es jedoch weiterhin. Verschiedene Inhaber von Partei- und SA-Ämtern wurden ausgewechselt. Merkt selbst bekannte sich am Tag von Potsdam öffentlich zur „nationalen Revolution“ und zur absoluten Loyalität gegenüber der NSDAP und Hitler. Am 3. April stellte er in einem Brief an Epp einen Antrag auf Beitritt zur NSDAP. Am folgenden Tag verfasste er ein Schreiben an den Kemptener Stadtrat und informierte ihn über diesen Antrag; zudem traf er sich mit der örtlichen NSDAP- und SS-Führung. Freilich stellte sich schnell heraus, dass Schöpf seine Kampagne gegen Merkt noch nicht aufgegeben hatte.
Am 5. April wurde Merkt mit dem Vorwurf konfrontiert, sich an Geschäften der Städtischen Sparkasse persönlich bereichert zu haben, und auf Befehl Schöpfs erneut beurlaubt. An diesem Tag fand auch die letzte Sitzung des Kreistags statt, der nach dem Vorläufigen Gesetz zur Gleichschaltung der Länder mit dem Reich aufgelöst wurde. Merkt als Kreistagspräsident fuhr nach Augsburg und verkündete die Auflösung; später wurde er dort verhaftet und kam ins Gefängnis. Am 10. April gelang es ihm, einen Brief an verschiedene hohe Funktionäre, unter anderem Ludwig Siebert zu senden. Möglicherweise spielte dabei die Vermittlung des altkatholischen Geistlichen Erwin Kreuzer eine Rolle; jedenfalls gab dieser 1953 an, er habe „maßgebliche Leute auf diesen Mißgriff aufmerksam [...] machen“ können. Auch Eduard Dietl scheint sich für Merkt eingesetzt zu haben. Prompt sorgten jedenfalls Siebert und Hermann Esser am 11. April für seine Freilassung. Gleich darauf bestätigte Schöpf durch seine Unterschrift Merkts Beitrittsantrag zur NSDAP, am nächsten Tag auch Siebert, der unmittelbar vor seiner Ernennung zum bayerischen Ministerpräsidenten stand. Damit war Merkt mit Beitrittsdatum 1. April 1933 in die NSDAP aufgenommen (Mitgliedsnummer 1.764.071). Siebert erklärte dem Innenminister, dem Gauleiter und dem SA-Sonderbeauftragten, Merkt sei unbedingt vertrauenswürdig, und verlangte, ihn für die NSDAP auf die neue Kandidatenliste für den gleichgeschalteten Kreistag zu setzen. Danach ordnete er die Wiedereinsetzung Merkts als Bürgermeister an, die am 15. April in einem feierlichen Akt vollzogen wurde.
Merkt wurde in die Liste der NSDAP für den neuen Kreistag aufgenommen und am 12. Mai einstimmig erneut zum Kreistagspräsidenten gewählt. Den Kreistag, 1938 in Bezirksverband umbenannt, leitete er ununterbrochen bis ins Jahr 1944. Ende April beantragte Merkt beim Kemptener Stadtrat zudem, Hermann Esser zum Ehrenbürger Kemptens zu machen. Beim Festakt zur Verleihung der Ehrenbürgerwürde am 27. Mai trat Merkt in SA-Uniform auf und würdigte Esser als Wegbereiter der nationalsozialistischen Bewegung im Allgäu.
Damit war der Konflikt jedoch noch nicht beendet. Schöpf versuchte Ende Juni 1933 eine öffentliche Demonstration von SA-Leuten gegen Merkt in Kempten zu organisieren. Dabei hatte er nunmehr jedoch nicht nur die Stadtratsfraktion der NSDAP und den Gauleiter gegen sich, sondern auch den Kreisleiter der NSDAP in Kempten-Stadt, Anton Brändle, der im April noch gegen Merkt intrigiert hatte. Dieser verbot die Demonstration und kritisierte Schöpf in einem Rundbrief an die Spitzen der Staatsverwaltung, der NSDAP und der SA aufs schärfste: „Wer gegen diesen Staat Revolution inszeniert, ist Rebell und wird als solcher behandelt.“ Merkt selbst wandte sich in derselben Sache ebenfalls persönlich an Siebert, der Gauleiter Wahl verlangte die Abberufung Schöpfs, und der Kreistag schloss sich dem unter Merkts Vorsitz an.
Der Konflikt beschäftigte in der Folge sogar den Ministerrat des Landes Bayern: Epp und Siebert nahmen den Fall Merkt zum Anlass, der SA „schwerste Störung der Staatsautorität“ und „Erschütterung der Ruhe und Ordnung“ vorzuwerfen.
Das Ergebnis des ganzen „Affentheaters“, wie es ein anonym bleibendes NSDAP-Mitglied in einem Brief an Siebert nannte, war ein vorläufiger Kompromiss: Schöpf blieb bis Februar 1934 im Amt, hatte aber an Macht verloren. Brändle wurde aus der SA ausgeschlossen (und erst nach dem Röhm-Putsch wieder aufgenommen), blieb aber Kreisleiter der NSDAP. Die Stellung Merkts und Wahls war deutlich gestärkt und blieb in den nächsten Jahren unangefochten. Insbesondere hatte sich gezeigt, dass Merkt auf den Einsatz hoher Funktionäre bauen konnte. Brändle war angeschlagen und ließ Merkt in der Folge viel Freiraum in der Kommunalpolitik. Merkt bedankte sich für seine Unterstützung, indem er Brändle als Reichstagskandidaten der NSDAP vorschlug.

#### Politik im Nationalsozialismus
Nach den überstandenen Kämpfen von 1933 entwickelte sich zwischen dem Oberbürgermeister und Kreistagsvorsitzenden Merkt und dem Gauleiter und (ab 1934) Regierungspräsidenten von Schwaben Karl Wahl ein Vertrauensverhältnis, das einige Jahre lang erhalten blieb. Ein Politikfeld, auf dem beide eng kooperierten, war die Wohnungsbaupolitik, für die Merkt auch den Nationalsozialisten als Fachmann galt und die der NSDAP aus ideologischen Gründen am Herzen lag. Merkt ermöglichte die Fortsetzung des Kleinsiedlungsbaus in Kempten, indem er den Bau zunächst einer Karl-Wahl-Siedlung und später einer Ludwig-Siebert-Siedlung genehmigte. Im März 1936 gründeten Wahl und Merkt gemeinsam eine „Kreishilfe für Wohnungsbau im Gau Schwaben GmbH“ mit Sitz in Augsburg, deren Aufsichtsratsvorsitzender Wahl wurde, während Merkt als stellvertretender Vorsitzender die eigentliche Leitung übernahm.
Vor allem aber fanden sich Merkt und Wahl in den Konflikten um die Selbstständigkeit und Bedeutung Bayerisch-Schwabens und des Gaus Schwaben auf derselben Seite wieder. Der bayerische Innenminister und Gauleiter von München-Oberbayern, Adolf Wagner, beabsichtigte nämlich, Schwaben an den Gau München-Oberbayern anzugliedern. Dies alarmierte den Großschwaben-Anhänger Merkt und den Gauleiter Wahl. Merkt verfasste 1934/1935 für den Kreistag, in enger Absprache mit Wahl, eine Denkschrift, die nie veröffentlicht wurde, aber unter den Namen „schwarzes Buch“ und „schwarze Denkschrift“ ziemlich bekannt wurde. Die Denkschrift verlangte eine Neubildung eines „Reichsgaus Schwaben“, der nicht weniger als das Bodenseegebiet, Württemberg bis zum Kamm der Schwäbischen Alb, das Donautal, das ganze Ries, Schongau, Landsberg und den Ammersee umfassen sollte. Wichtigstes Argument war neben der ökonomischen Verflechtung die stammliche Einheit, also ein tribalistisches Kriterium. Merkt und Wahl konnten sich mit ihren Wünschen nicht durchsetzen, es gelang ihnen jedoch, oberbayerische Expansionsabsichten zu verhindern. Spätere Versuche, Vorarlberg nach dem Anschluss Österreichs 1938 erneut für Schwaben zu vereinnahmen, scheiterten ebenfalls; nur das Kleinwalsertal wurde dem Gau angegliedert.
Merkt gelang es zudem weitgehend, die Zentralrolle Kemptens als „Bauernstadt“ im Allgäu zu erhalten und weiter zu stärken. So konnte er den gleichgeschalteten Nachfolger der Allgäuer Butter- und Käsebörse und des Schutzmarkenverbandes, den Milch- und Fettwirtschaftsverband Allgäu, in Kempten halten und eine Zentralisierung der Milchwirtschaft in München verhindern. Dabei konnte er auf kulturpolitische Initiativen wie ein „Erstes Allgäuer Bauernthing“ im November 1934 setzen, bei dem er als Gastgeber eine vielbeachtete Rede zum „Bündnis von Stadt und Bauern“ hielt, das „wahrhaftig im Sinne des Führers“ sei.
Während die Berufung auf die Heimatideologie sowie auf die „grundsätzliche nationalsozialistische Auffassung“ von Blut und Boden bei den territorialen Neuordnungsversuchen nur begrenzte Erfolge verzeichnen konnte, setzten sich diese Merkt'schen Argumente bei der Kulturpolitik des Kreises bzw. Bezirksverbands weitgehend durch. Der nationalsozialistische Kreistag wandelte die Stelle des Heimatpflegers 1934 in eine hauptamtliche Position um und berief zudem 1935 einen zusätzlichen Assistenten, der 1937 zum zweiten Gauheimatpfleger ernannt wurde: Alfred Weitnauer. 1940 kam sogar noch eine dritte Stelle hinzu: Ludwig Ohlenroth sollte sich mit schwäbischer Vor- und Frühgeschichte befassen.

#### Merkts Entlassung 1942
Die Zeit der einigermaßen fruchtbaren Kooperation zwischen Merkt als Oberbürgermeister und Kreistagspräsident und den Parteiorganisationen der NSDAP dauerte etwa bis Kriegsbeginn, also bis 1939. Danach zeigte sich Merkt zunehmend desillusioniert, was die Realitäten des Dritten Reichs anging, und auch Wahl, der mächtigste Mann auf der NSDAP-Seite, legte keinen großen Wert mehr auf eine Zusammenarbeit mit Merkt. Entscheidend für den Bruch wurde eine Debatte über die Eingemeindung der selbstständigen Gemeinde Sankt Mang nach Kempten. Merkt hatte bereits mehrfach Versuche in diese Richtung unternommen, war aber auf den heftigen Widerstand des Kreisbauernführers Georg Schädler gestoßen. Zudem hatte er für die Stadt Kempten Grund aus einem so genannten Erbhof angekauft, den er für den Wohnungsbau verwenden wollte. Schädler warf ihm deshalb einen Verstoß gegen das Reichserbhofgesetz vor, das Merkt ohnehin als hinderlich für die Stadterweiterung ansah. Es kam so weit, dass Merkt Schädler wegen „verleumderischer Vorwürfe“ vor dem Gaugericht der NSDAP in Augsburg verklagte. Wahl, der nicht nur Gauleiter der NSDAP, sondern seit 1934 in Personalunion auch Regierungspräsident von Schwaben war, ergriff in diesem Streit schließlich die Partei Schädlers. Er entließ Merkt an dessen 65. Geburtstag, dem 26. Juli 1942, nach 23 Jahren Amtszeit „mit allen Ehren“ und mit einem persönlichen Danktelegramm aus dem Amt des Oberbürgermeisters und begründete dies mit dem Erreichen der Altersgrenze. Merkt wurde durch Anton Brändle ersetzt, seit 1933 Kreisleiter der NSDAP in Kempten-Stadt. Sein Amt als Präsident des Bezirksverbands behielt Merkt bis zum Kriegsende.

### Nach dem Zweiten Weltkrieg
Die amerikanische Militärregierung setzte Merkt am 24. Mai 1945 als kommissarischen Oberbürgermeister Kemptens ein. Sie folgte dabei einem Vorschlag dreier örtlicher Honoratioren (Heinrich Zölch, Alfred Weitnauer, Karl Hoefelmayr), jedoch aufgrund seiner NSDAP-Mitgliedschaft nicht ohne Bedenken. Vermutlich spielte dabei eine Rolle, dass das Amt des Landrats bereits Merkts altem Gegenspieler Adolf Schmidt übertragen worden war und Merkt als Gegengewicht zu Schmidt vorgesehen war.
Merkt versuchte die „ihm bekannten, erfahrenen Verwaltungskräfte“ im Amt zu halten, stieß damit aber auf den Widerstand der Amerikaner. So stellte er einen „Beirat“ als vorläufigen Stadtrat zusammen, der jedoch bereits bei der ersten Sitzung durch den Ausschluss aller NSDAP-Mitglieder zusammenbrach. Am 21. Juli entließ die Militärregierung Merkt, stellte ihn unter Arrest und verbrachte ihn dann vorübergehend in das Internierungslager Garmisch-Partenkirchen. In den Jahren 1946 bis 1948 durchlief Merkt ein Spruchkammerverfahren bei der Spruchkammer Kempten-Stadt, aus dem er als Entlasteter hervorging.
Nach dem Abschluss des Entnazifizierungsverfahrens übernahm Merkt kein kommunalpolitisches Amt mehr. Er gehörte aber zu den wichtigsten Unterstützern der „Überparteilichen Liste“, auch „Rathauspartei“ genannt, die bei den Stadtratswahlen 1948 einen Überraschungserfolg erzielte und stärkste Fraktion vor der CSU wurde. In der Überparteilichen Liste waren vor allem Personen vertreten, die sich als unpolitische Fachleute betrachteten und häufig schon in der Weimarer Republik oder im Nationalsozialismus aktiv gewesen waren. Zudem erhielt er 1949 erneut den Aufsichtsratsvorsitz in der wiedergegründeten Gemeinnützigen Baugenossenschaft GmbH Kempten.
Merkt starb am Karfreitag, dem 23. März 1951, in seiner Geburtsstadt und wurde auf seinen Wunsch im Wald im Hölzlers Tobel in der Nähe des Burgus Ahegg bei Buchenberg beigesetzt.

## Wirken

### Heimatpflege
Merkt war zeitlebens nicht nur Kommunalpolitiker, sondern auch ehrenamtlich in der Heimatpflege engagiert. Er gehörte zu den profiliertesten Vertretern der Heimatschutzbewegung in Bayerisch-Schwaben. Insbesondere das Allgäu und Kemptens Zentralstellung in dieser Region lagen ihm am Herzen. Bereits seit 1903 sammelte Merkt alle erreichbare Literatur über das Allgäu und publizierte seine Sammelergebnisse von 1911 bis 1949, häufig mit Rezensionen von seiner Hand, in der Schriftenreihe Neuere Allgäuer Literatur. Seit 1920 hatte er den Vorsitz des Historischen Vereins Allgäu inne, der heute den Namen Heimatverein Kempten trägt.
In fünfzigjähriger Arbeit verankerte er den Landschaftsnamen Allgäu wieder im Bewusstsein der Bevölkerung. Unter anderem sorgte er dafür, dass seine Heimatstadt den amtlichen Namenszusatz „(Allgäu)“ bekam.
Merkt erfand erstmals in Deutschland das Amt des Heimatpflegers. Ein Kreisheimatpfleger für den Kreis Schwaben und Neuburg sollte die Aufgabe haben, „für die Seele des schwäbischen Menschen (zu sorgen), damit sie schwäbisch werde und bleibe“. Er solle „vom Volk, von den Vorfahren, von den Bauern ausgehen, um dem Volk, von den Vorfahren, um dem Volk, um Stadt und Land Schwabenart zu zeigen […] Wir kämpfen nicht gegen München, aber wir wollen, dass unser Bayerland altbayerische und fränkische, pfälzische und schwäbische Stammeseigenart achte“. „Bei der Landbevölkerung herrscht für die Pflege des Heimatgedankens viel Verständnis […] Bei dem Arbeiter in der Stadt ist die seelische Not beinahe noch größer, weil er entwurzelt und seine Arbeitskraft Gegenstand kapitalistischen Kaufs ist. Mag der Arbeiter auch kaum Zeit haben für solche Dinge, man soll sie ihm doch nicht vorenthalten. Bei ihm ist die Sehnsucht nach Heimat und Verbundenheit mit der Heimat am größten“. Im Oktober 1929 bewilligte der Kreistag schließlich auf Merkts wiederholtes Drängen hin eine Stelle für einen nebenamtlichen Kreisheimatpfleger, die ab 1. Januar 1930 mit dem katholischen Geistlichen Bartholomäus Eberl besetzt wurde. Der nationalsozialistische Kreistag wandelte diese Stelle 1934 in eine hauptamtliche Position um und berief zudem 1935 einen zusätzlichen Assistenten, der 1937 zum zweiten Gauheimatpfleger ernannt wurde: Alfred Weitnauer. 1940 kam sogar noch eine dritte Stelle hinzu: Ludwig Ohlenroth sollte sich mit schwäbischer Vor- und Frühgeschichte befassen.
Merkt erforschte vor allem die historischen Stätten des Allgäus. Etwa 1.300 Gedenktafeln an Gebäuden und ungefähr 800 Gedenksteine an historischen Stätten im ganzen Allgäu hat er zum allergrößten Teil privat anfertigen und aufstellen lassen. Kritiker meinen jedoch, Merkt habe auch zahlreiche Abrisse denkmalwürdiger Bauten zu verantworten. Insbesondere setzte er sich – gegen heftigen Protest von Heimatpflegern, vielen Denkmalpflegern und dem Landesamt für Denkmalpflege – für die teilweise Überbauung des Geländes der römischen Siedlung Cambodunum ein. Der Charakter von Merkt wird als zörnisch und dickschädelig beschrieben, Merkt konnte mit existierenden Bauwerken nichts anfangen. So war er für den Abriss der ältesten Kapelle der Stadt, der Keckkapelle, um eine urbane Infrastruktur besser einleiten zu können. Im Fall der Keckkapelle ging es um eine Verbreiterung der heutigen Bundesstraße 19. Das nachträgliche Anbringen von Erinnerungstafeln habe daher nicht selten nur eine Alibifunktion gehabt. Merkt hat trotz seiner Heimatforschung kaum eine Kirche besichtigt, um sich die Kunstdenkmäler in ihr anzusehen. Er beschäftigte sich insbesondere mit der Geschichte der Burgen, Burgställe, Schanzen, Letzen und ähnlicher historischer Stätten des Allgäus. Merkts Interesse galt daher dem Nachforschen nicht mehr erkennbarer, alter Bausubstanz.
Merkt gründete aus seinem Privatvermögen mehrere Stiftungen, die heute noch tätig sind. Der Markt Buchenberg verwaltet eine kleine Stiftung von Otto Merkt, von der jährlich Hauptschüler der 9. Klasse für besondere Leistungen einen Preis erhalten können. Im heutigen Stadtarchiv Kempten, früher altes Zollamt, befindet sich Die Sammlung Merkt, die Dokumente von Merkt enthält.

### Kommunalpolitik

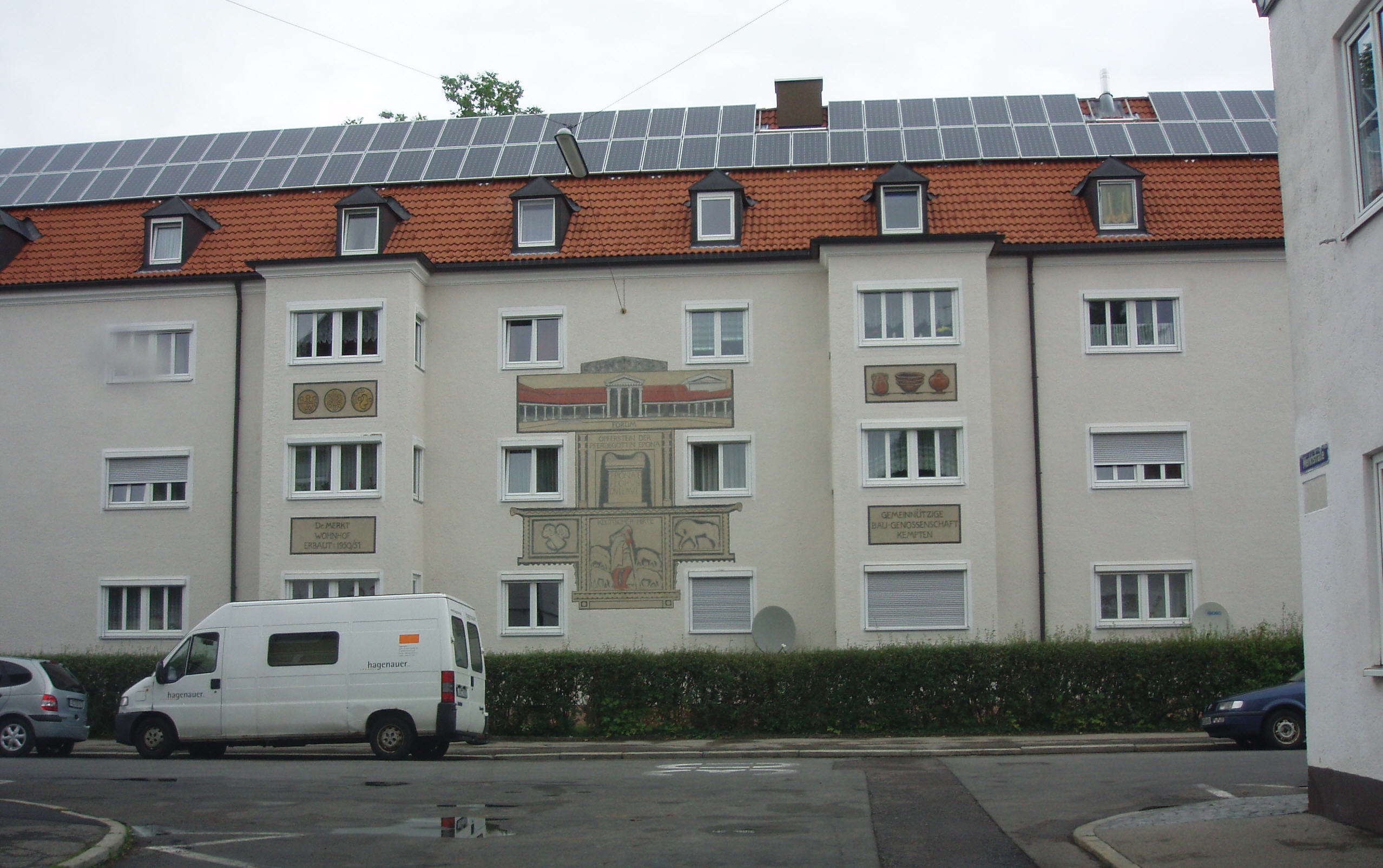
Dr.-Merkt-Wohnhof in Kempten, von der Merktstraße aus gesehen

Bis heute wirkt das städtische Entwicklungskonzept Merkts weiter. Zielstrebig baute er Kempten zur „Hauptstadt des Allgäus“ aus. Otto Merkt erreichte es 1935, dass Kempten zur kreisfreien Stadt („Stadtkreis“) erhoben wurde, was die Stadt bis heute ist. Das Allgäuer Überlandwerk, die Allgäuhalle (Tierzuchthalle), die Allgäuer Butter- und Käsebörse, weitere milchwirtschaftliche Einrichtungen, das Freibad in Kempten, die Regotisierung des alten Rathauses, die Ansiedlung von Schulen und Behörden und die Planung des Mittleren Rings sind einige seiner Leistungen. Das politische Testament von Merkt war mehrere Jahrzehnte nach dem Zweiten Weltkrieg wesentlicher Bestandteil von städtebaulichen, infrastrukturellen und kulturellen Entscheidungsfindungen.

### Wahlen und Parteiansichten
Merkt versuchte nach der Machtübernahme der NSDAP mit allen Mitteln Stadtoberhaupt seiner Geburtsstadt zu bleiben. Bis zu seinem Eintritt in die NSDAP soll ihm diese wenig sympathisch gewesen sein. In seinem Spruchkammerverfahren 1946/1947 bezeichnete er sich als „alten Demokraten“ und gab an, er habe vor 1933 demokratische Parteien gewählt. Während der NS-Zeit habe er nicht für Hitler gestimmt, außer bei der Volksabstimmung nach der Wiedereingliederung des Saarlands und unmittelbar nach der Rheinlandbesetzung. Bei anderen Wahlen und Abstimmungen habe er unter dem Vorwand, einen Sonntagsausflug zu machen, einen Stimmschein für eine benachbarte Gemeinde beantragt, damit seine Verweigerung nicht entdeckt werde. In einem Brief an den Lindauer Bürgermeister Ludwig Siebert schrieb er 1933, er habe bislang vertreten, dass ein Stadtoberhaupt parteilos zu sein habe, um über den Parteien zu stehen. Nun hingegen müsse sich jeder „nationale Mann“ der einzig verbleibenden Partei anschließen. „National aber bin ich und war ich, so lange ich lebe.“
Im Spruchkammerverfahren sagte Otto Merkt ferner aus, er habe das Parteiabzeichen nur im Beisein von „Parteiobrigkeit“ getragen, die Anbringung eines Stürmerkasten am Rathaus nicht genehmigt, frisch getrauten Eheleuten nicht, wie von der Partei vorgesehen, Mein Kampf ausgehändigt, eine Benennung von Kemptener Straßen nach Ludwig Siebert und Karl Wahl abgelehnt und sei jeden Sonntag in aller Öffentlichkeit in die altkatholische Kirche gegangen.
Alfred Weitnauer meint in einer Biografie Merkts, dieser habe versucht, sich mit „Lippenbekenntnissen“ in seinem Bürgermeisteramt zu halten.

### Judenverfolgung
Aufgrund seines Umfeldes teilte Merkt nicht die auferlegten Ansichten der Nationalsozialisten hinsichtlich der Judenverfolgung. Ein enges Verhältnis pflegte er mit dem jüdischen Bankier Sigmund Ullmann, eine wichtige Person der heutigen Allgäuer Volksbank Kempten-Sonthofen. Merkt machte Ullmann bis 1929 zum Stadtrat von Kempten, in der NS-Zeit besuchte Merkt diesen regelmäßig in seiner Wohnung.
Merkt vereinbarte mit der Kemptener Israelitischen Gemeinde die Übernahme des Jüdischen Friedhofs in Kempten und ließ eine dichte Hecke pflanzen, damit die teilweise mit hebräischen Inschriften versehenen Grabsteine nicht mehr zu sehen waren. Nach den Novemberpogromen erhielt Merkt die Kultgeräte aus dem Betsaal der Juden und versteckte sie im Rathaus. Bei einer Wohnungsdurchsuchung bei Ullmann wurden weitere heilige Gegenstände gefunden, die zur Versteigerung an eine Leihanstalt übergeben wurden. Der Oberbürgermeister löste die Ritualsachen ab und übergab sie an den Pfleger des Museums zur Aufbewahrung.
1942 erhielt der bereits 88-jährige Ullmann die Nachricht, demnächst in ein Konzentrationslager deportiert zu werden. Merkt gab später an, er habe mit der Gestapo in Augsburg telefoniert und darum gebeten, den alten Mann zu verschonen. Dem Kriegstagebuch des Rathauses 1939 bis 1943 zufolge war er am Fernverkehrsbahnhof in Hegge (Ortsteil von Waltenhofen) bei der Deportierung anwesend. Es sei ein „menschliches Drama“ gewesen, das er leider nicht habe verhindern können.
Beim Spruchkammerverfahren trat der jüdische Bürger Kemptens und Überlebende von Theresienstadt, Bruno Kohn, als Entlastungszeuge auf. Nach der Erinnerung seiner Tochter hat deren Mutter einmal gesehen, wie Merkts Haushälterin Marie einen „recht ansehnlichen“ Geldbetrag in Kohns Briefkasten geworfen habe. Bruno Kohn schrieb: „[…] Merkt hat in einer Zeit, in welcher die Juden Kemptens hilf- und rechtlos waren, nichts unversucht gelassen, deren Los im Rahmen der ihm damals zur Verfügung stehenden geringen Möglichkeiten zu erleichtern […] Als einer der wenigen noch überlebenden Juden Kemptens fühle ich mich verpflichtet, ihm für seine vornehme und menschliche Haltung meinen tiefsten Dank auszusprechen. Ohne der Entscheidung der Spruchkammer vorgreifen zu wollen, spreche ich den aufrichtigen Wunsch aus, dass […] Merkt in seinen Bemühungen um eine Rehabilitierung Recht und Gerechtigkeit widerfahren möge.“

### Eugenik
Der Kreis Neuburg und Schwaben trug über den Landesfürsorgeverband die Kosten von Unterhalt und Betreuung der Heil- und Pflegeanstalten in Irsee, Kaufbeuren und Günzburg. Um die kritische Finanzlage des Kreises auszugleichen, verfiel Merkt als Kreistagspräsident auf die Idee, eine Sterilisierung sogenannter „erbkranker“ Personen zu fordern, die unter psychischen Krankheiten litten. Bereits am 2. Dezember 1930 brachte er dies in eine Kreistagssitzung ein. Er sagte damals:
„Wir alle wissen, daß gewohnheitsmäßige und unverbesserliche Verbrecher, daß Geisteskranke, daß körperlich Kranke insbesondere Syphilitiker und Tuberkulose [sic], Kinder erzeugen, erzeugen müssen, die gleich ihnen belastet sind, gleich ihnen der Allgemeinheit zum Opfer [sic] fallen müssen. Wäre es nicht richtig, dafür zu sorgen, daß solche Menschen nicht zur Welt kommen, d. h. daß diejenigen, die so sind, unschädlich gemacht werden durch Unfruchtbarmachung?“
Zugleich bat Merkt Valentin Faltlhauser, den neuen Direktor der Heil- und Pflegeanstalt Kaufbeuren, um ein Gutachten. Dieser stimmte mit Merkt darin überein, dass es um die „möglichste Ausschaltung schlechten Erbgutes“ gehen müsse, obwohl er finanzielle Begründungen für derartige Maßnahmen ablehnte. Zugleich verwies er auf praktische Probleme, die jedoch nicht davon abhalten sollten, „mit Energie das Problem weiter zu verfolgen“.
Im Kreistag erzielte Merkt mit diesem Vorstoß zunächst ein geteiltes Echo. Während einige Mitglieder sich sehr reserviert gegenüber derartigen eugenischen Forderungen zeigten, stimmten andere Merkt zu, so die SPD-Abgeordneten Karl Wernthaler und Otto Berger und der BVP-Abgeordnete und Füssener Bürgermeister Michael Samer. Merkt warb weiter für seine Idee, sowohl im Kreistag als auch darüber hinaus: Selbst den Bayerischen Kreistagsverband versuchte er zur Unterstützung eugenischer Maßnahmen zu bringen, indem er dort im November 1932 ein ausführliches Referat über Öffentliche Fürsorge und Unfruchtbarmachung hielt. Mit dem politischen Ergebnis war er jedoch unzufrieden: Es sei leider bloß eine „lauwarme Entschließung an die Staats- und Reichsregierung“ dabei herausgekommen. Merkt hatte durch diese Aktivitäten eine gewisse Prominenz in Kreisen der „Rassenhygieniker“ gewonnen und wurde im Januar 1933 sogar in den Hauptausschuss der Münchener Gesellschaft für Rassenhygiene gewählt, lehnte das Amt aber wegen seiner zeitlichen Beanspruchung in Kempten ab.
Mit dem Machtantritt Hitlers sahen Merkt und Faltlhauser neue Chancen für ihr Projekt einer Sterilisierung von „Erbkranken“. Merkt begründete sein Vorhaben, NSDAP-Mitglied zu werden, unter anderem damit, dass er „speziell in Fragen der Rassenhygiene“ und „hinsichtlich der Sterilisation des hoffnungslosen Erbgutes“ mit dem Programm der Partei übereinstimme. Bereits vor Mai 1933 scheint er sich bei dem neuen Reichsinnenminister Wilhelm Frick dafür eingesetzt zu haben; in der ersten Sitzung des neuen, von der NSDAP dominierten Kreistags am 10. Mai 1933 berichtete er bereits von einem Briefwechsel mit „Berlin“, der eine gesetzliche Regelung in nächster Zukunft in Aussicht stelle. In seinem Rechenschaftsbericht bei dieser Kreistagssitzung warb er erneut für das „Mittel der Sterilisierung“ gegenüber dem „kranken Erbgut“. Mit dem Gesetz zur Verhütung erbkranken Nachwuchses erhielt Faltlhauser schließlich freie Hand für seine Vorhaben der Zwangssterilisierung, die vom Kreistag weiterhin unterstützt wurden, unter anderem mit einer zusätzlichen Arztstelle für „erbbiologische Tätigkeiten“.
Faltlhauser wurde ab 1939 einer der Akteure der Aktion T4, der planmäßigen Ermordung von psychisch Kranken und Behinderten. Nach dem Abbruch der Aktion T4 im Sommer 1941 wurden in der von Faltlhauser geleiteten Kaufbeurer Klinik bis zum Kriegsende zahlreiche weitere Patienten in der dezentralen „Euthanasie“, der Aktion Brandt, ermordet. Was Merkt darüber wusste und davon hielt, lässt sich nach übereinstimmender Meinung der Forschung nicht erschließen. Er selbst schrieb bereits am 13. Juli 1945 in einer von ihm so genannten „Vormerkung“, offenkundig motiviert durch einen Bericht über die Kaufbeurer Euthanasiepraxis in der Münchener Zeitung:
„Jedenfalls weiß ich ganz sicher, daß diese Dinge mir gegenüber verschwiegen wurden.“
Albert Thurner kommentiert, dass dem Bezirksverband und seinem Vorsitzenden Merkt „mit Sicherheit … die große Zahl von Todesfällen in der Heil- und Pflegeanstalt bekannt“ gewesen sein müsse, zumal bei der letzten Sitzung des Bezirksverbands am 25. Juli 1944, die im Festsaal der Anstalt stattfand, auf Antrag Faltlhausers die Errichtung eines Krematoriums genehmigt wurde. Er schreibt: „Sollte der Bezirksverband also, wie Merkt es darstellte, tatsächlich nichts von den nationalsozialistischen Vernichtungsmaßnahmen gewußt haben, so allein deshalb, weil er davon nichts wissen wollte.“
Gernot Römer meint, Merkt sei dennoch nicht leichtfertig mit dem Thema umgegangen. Bei Reden zitierte er Mediziner, katholische Moraltheologen und Juristen. Merkt griff auch Diskussionen auf, die in den 1920er Jahren zwischen Wissenschaftlern geführt wurden.

## Forschungslage und Debatte
Zu Otto Merkts Leben und Handeln gibt es einen umfangreichen Quellenbestand, der einerseits aus seinem sehr großen schriftlichen Nachlass, andererseits aus zahlreichen Aktenbeständen in kommunalen, Bezirks- und Landesarchiven besteht. Es existiert bislang aber nur eine einzige Biografie von Alfred Weitnauer, bei der es sich um ein „Lebensbild […] aus persönlicher Erinnerung“ handelt. Der Nachlass von Merkt im Kemptener Stadtarchiv besteht aus 118 Archivboxen.
Der Historiker Oded Heilbronner sieht Merkt als Radikalliberalen einer Region, die sich vom Allgäu bis nach Südbaden erstreckt. Für diese antiklerikalen und antiultramontanen Radikalliberalen sei „Selbstverwaltung zur Bewahrung der Freiheit des Einzelnen und der Gemeinschaft gegenüber dem Staat und der Zentralgewalt“ eine überaus beliebte Idee gewesen. Im Kaiserreich noch Teil der Nationalliberalen, hätten sich in der Endphase der Weimarer Republik nicht wenige der Radikalliberalen der NSDAP angeschlossen. Merkt sei ein typisches Beispiel für diese Kontinuität, so Heilbronner. Die Aktivitäten Merkts als Kommunal- und Bezirkspolitiker wurden von Herbert Müller (zur Bürgermeistertätigkeit) und Albert Thurner (zur Tätigkeit als Kreistagspräsident) erforscht. Die Tätigkeit Otto Merkts als exemplarischer Vertreter der Heimatschutzbewegung ist in den Beiträgen von Martina Steber dokumentiert und analysiert worden. Gernöt Römer zog einen Vergleich zwischen den Kontrahenten Merkt und Brändle.
Eine Rezension im Allgäuer Geschichtsfreund des Heimatvereins Kempten (Teil Merkts Heimatschutzbewegung) erachtete Stebers Arbeit als „sehr zwingend formuliert“ und politisierend. Stebers Ausarbeitungen lassen eine „leicht negative Haltung zu Merkt erkennen“, auch reduzierte Steber jegliches Heimatmuseum auf eine „völkische Einrichtung“, was einen negativen Beigeschmack erzeugt. Es entstanden Heimatmuseen schon während der 1920er Jahre. Römers Schriften wurden aufgrund des Vergleiches zwischen zwei regionalen Persönlichkeiten als unseriöse Schwarz-Weiß-Kontrastierung, mit Merkt als den Guten und Anton Brändle als den Bösen, kritisiert.

### Debatte im Jahr 2020
Allgemein besteht das Problem bei der schwierigen Persönlichkeit Merkt aus dem Fehlen einer umfassenden Biografie, was auch an der Menge an verschiedensten Nachlässen liegt. Diese Problematik zeigte sich erneut im Juni 2020, als der Journalist Ralf Lienert von der Allgäuer Zeitung einen Online-Vortrag der Historikerin Martina Steber kritisierte. Der Vortrag basierte im Kern auf Stebers Arbeit Ethnische Gewissheiten, sie zeigte Merkts Überzeugung von der Rassenhygiene, aber auch seine Aussagen zur Notwendigkeit der Verschleppung der Juden. Lienert behauptete, die Historikerin hätte im Vortrag falsche Fakten genannt und hätte Merkt „in die braune Ecke gestellt“. Nicht nur das Kulturamt der Stadt Kempten widersprach als Organisator des Vortrags den Berichten Lienerts, sondern auch das Institut für Zeitgeschichte sowie Martina Steber.
Zeitungsleser bezeichneten Lienerts Zusammenfassung des Vortrags und Kommentar als „verkürzte und exkulpierende Berichterstattung“. Zudem habe Lienert mit „keinem Wort […] etwa ein besprochenes Zitat erwähnt, welches die menschenverachtende Sichtweise Merkts auf Behinderte und chronisch Kranke“ illustriere. Ein weiterer Leser merkte zu Lienerts Artikel an, „dass die von Steber eingeforderte differenzierte Sichtweise auf OB Otto Merkt in Kempten wohl nicht gewünscht ist.“
Auch Markus Naumann, ein lokaler Historiker mit Schwerpunkt Nationalsozialismus und seit 2019 Vorsitzender des Heimatvereins Kempten, äußerte sich zur Debatte. Der Historiker äußerte, dass Steber mit ihrem Vortrag in Kempten in ein Wespennest gestochen habe, als sie Merkt kritisierte. Die Persönlichkeit Merkt stehe lokal auf einem „unantastbaren Denkmalsockel“. Zudem mahnte Naumann an, dass Merkts Schattenseiten „bisher nicht angemessen betrachtet beziehungsweise ins Bewusstsein gerückt wurden.“ Merkt wird von Markus Naumann als „höchst erfolgreicher und weitsichtiger Kommunalpolitiker und Heimatforscher“ differenziert bewertet, der Politiker habe „sich durchaus judenfreundlich“ verhalten. Auf der anderen Seite sieht Naumann Merkt als einen „Vordenker der völkisch-nationalistisch denkenden allgäu-schwäbischen Heimatschutzbewegung, ein NSDAP-Netzwerker und patriarchal-autoritär herrschender Oberbürgermeister“. Merkt „lag […] das Führerprinzip näher als die Vorstellungen einer parlamentarischen Demokratie“. Mehrere Personen äußerten, dass für den Funktionsträger Otto Merkt eine wissenschaftliche Biografie erforderlich sei und dass das Thema auch eine Dissertation hergeben könne.

## Werke
- Der Begriff der gemeindlichen Selbstverwaltung mit besonderer Berücksichtigung des bayerischen Rechtes. Dissertation. Kempten 1904.
- Neuere Allgäuer Literatur, 1. bis 35. Folge. Kempten 1911–1949.
- Neueinteilung der Reichstagswahlkreise. Bericht erstattet dem 3. deutschen Städtetag zu Posen am 12. September 1911. Lindauer, München 1911 (= Mitteilungen des Statistischen Amts der Stadt München, Band 23, Heft 4)
- Letzen im Allgäu. In: Allgäuer Geschichtsfreund. 1950, S. 1 ff.
- Burgen, Schanzen und Galgen im Allgäu: das Kleine Allgäuer Burgenbuch. Kösel-Verlag, Kempten (Allgäu) 1951; zugleich abgedruckt im Allgäuer Geschichtsfreund 1951 (zusammen mit dem Artikel Letzen im Allgäu wiederveröffentlicht unter dem Titel Burgen, Schanzen, Letzen und Galgen im Allgäu: das Kleine Allgäuer Burgenbuch im Verlag für Heimatpflege im Heimatbund Allgäu, Kempten (Allgäu) 1985)